# Caitlin Doughty

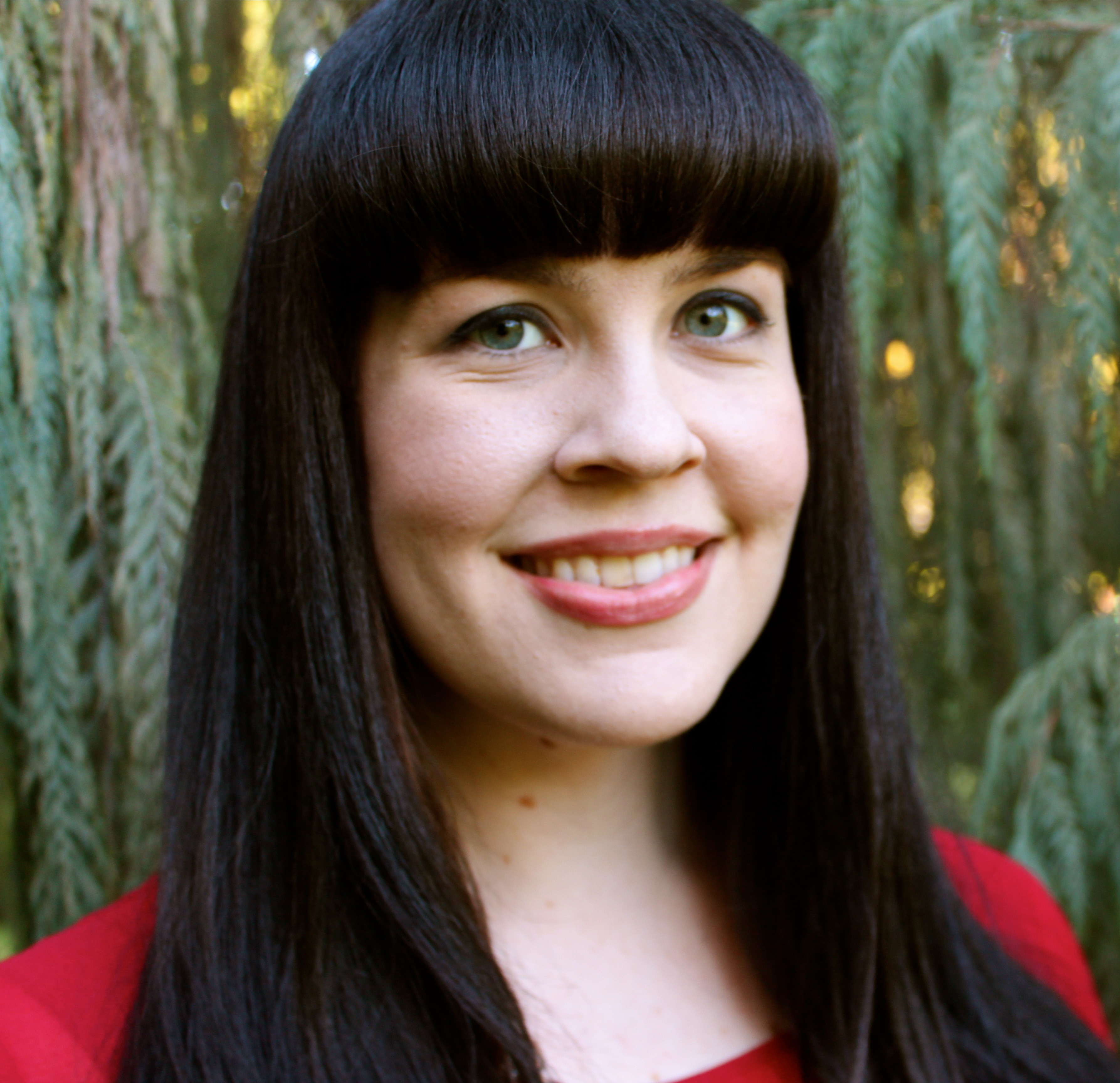

Caitlin Doughty (* 19. August 1984 in Oahu, Hawaii, USA) ist eine US-amerikanische Bestatterin, Autorin, Bloggerin und YouTuberin.

## Leben
Doughty wuchs in Honolulu auf. Sie studierte Mediävistik an der University of Chicago, in ihrer Abschlussarbeit behandelte sie die Hexenprozesse in der Frühen Neuzeit.
2006 ging Doughty nach San Francisco in Kalifornien und fand dort nach sechsmonatiger Suche eine Anstellung in einem privat betriebenen Krematorium. Nach einem Jahr Arbeit dort besuchte sie ein Fortbildungsprogramm in einem College für Angestellte der Begräbnisindustrie. In der Folge engagierte sie sich ab 2011 in der von ihr ins Leben gerufenen Organisation The Order of the Good Death, deren Ziel es ist, das Verhältnis der westlichen Gesellschaften zum Tod zu verändern. Ziele der Vereinigung sind unter anderen die Verringerung der Angst vor dem Sterben und der Verdrängung der Tatsache des Todes. Des Weiteren propagiert der Orden Optionen wie Verbrennung, Seebestattung etc. Ferner schlägt Doughty vor, wieder Praktiken wie die Totenwache und andere Trauerzeremonien zu pflegen.
2011 begann Doughty mit der Serie Ask a Mortician (Frage einen Begräbnisunternehmer) auf YouTube, die seitdem sehr erfolgreich läuft. 2014 erschien ihr erstes Buch zum Thema Sterben und Begräbnis mit dem Titel Smoke Gets in Your Eyes, das 2016 auch in deutscher Sprache erschien.
2015 eröffnete sie ihr eigenes Begräbnisinstitut, zunächst unter dem Namen Undertaking L. A., heute betreibt sie zusammen mit Jeff Jorgenson unter dem Namen Clarity Funerals & Cremation eines in Hollywood (Los Angeles), welches sie als Geschäftsführerin leitet.

## Veröffentlichungen
- Smoke Gets in Your Eyes: And Other Lessons from the Crematory. W. W. Norton & Co., New York City 2014, ISBN 978-0-393-24023-8.
  - deutsch von Sky Nonhoff: Fragen Sie ihren Bestatter. Lektionen aus dem Krematorium. C.H. Beck, München 2016, ISBN 978-3-406-68820-1.[5]
- From Here to Eternity: Traveling the World to Find the Good Death. W. W. Norton & Co., New York City 2017, ISBN 978-0393249897.
  - deutsch von Ulrike Wasel und Klaus Timmermann: Wo die Toten tanzen: Wie rund um die Welt gestorben und getrauert wird. Malik Verlag, München 2019, ISBN 978-3890295060.
- Will My Cat Eat My Eyeballs?: Big Questions from Tiny Mortals About Death. W. W. Norton & Co., New York City 2019, ISBN 978-0393652703.
  - deutsch von Rita Seuß und Heide Horn: Was passiert, wenn ich tot bin? Große Fragen kleiner Sterblicher über den Tod. C. H. Beck, München 2020, ISBN 978-3-406-75717-4.